# Lindsaea microstegia
Lindsaea microstegia är en ormbunkeart som beskrevs av Edwin Bingham Copeland. Lindsaea microstegia ingår i släktet Lindsaea och familjen Lindsaeaceae. Inga underarter finns listade.